# Валявська волость
Валявська волость — адміністративно-територіальна одиниця Черкаського повіту Київської губернії з центром у селі Валява.
Станом на 1886 рік — складалася з єдиного поселення та єдиної сільської громади. Населення — 3724 особи (1844  чоловічої статі та 1880 — жіночої), 504 дворових господарства.
|                     | Площа, десятин | У тому числі орної, десятин |
| ------------------- | -------------- | --------------------------- |
| Сільських громад    | 2701           | 2003                        |
| Приватної власності | 2715           | 1658                        |
| Казенної власності  | —              | —                           |
| Іншої власності     | 106            | 59                          |
| Загалом             | 5522           | 3720                        |

Поселення волості:
- Валява — колишнє власницьке село при озері за 12 версти від повітового міста, 3599 осіб, 504 двори, 2 православні церкви, школа, 4 постоялих будинки, 7 лавок.

Наприкінці ХІХ ст. волость було ліквідовано, територію приєднано до Хлистунівської волості.